# Brumado do Paraopeba

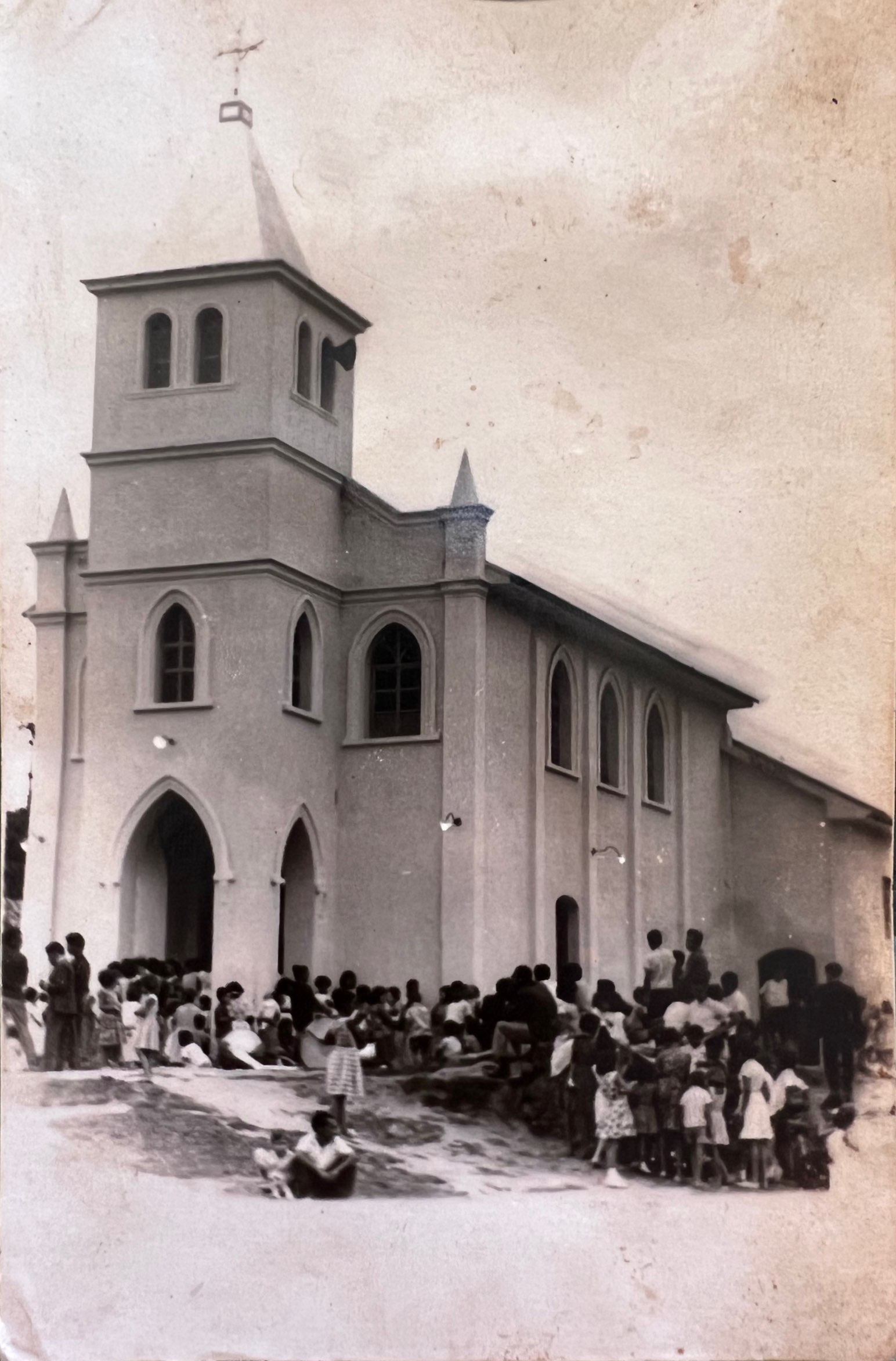
Capela de Nossa Senhora da Conceição do Brumado do Paraopeba.

O Brumado do Paraopeba foi um povoado e distrito que deu origem ao atual município de Brumadinho, Minas Gerais.
O povoado e distrito pertenceu até 1938 ao município de Bonfim, ano em que alcançou sua emancipação política, sendo transformado em município com o nome de Brumadinho, tendo sido anexados ao seu território os também distritos de Aranha e São José do Paraopeba, saídos do município de Itabirito, e o distrito de Piedade do Paraopeba, que fora desmembrado do município de Nova Lima.
Com a criação do município de Brumadinho em 1938, o distrito de Brumado do Paraopeba deixa de existir, mas em 1956, é criado em Brumadinho pela lei estadual nº 1039, de 12 de dezembro de 1953, o distrito de Conceição de Itaguá, em área próxima ao que correspondia ao antigo distrito de Brumado do Paraopeba, motivo pelo qual até os dias atuais o local é chamado e conhecido por "Brumado", ou "Brumado Velho".